# Smilodon fatalis
Smilodon fatalis es una especie extinta de félido perteneciente a la subfamilia de los macairodontinos Machairodontinae, una de las especies conocidas popularmente como felino dientes de sable. Vivió en lo que hoy es América entre el Pleistoceno Medio, de hace 1.6 millones de años y desapareció a finales del Pleistoceno Superior, hace 11 000 años, se cree que su mayor extinción fue debida al cambio climático principalmente y en parte por la acción del hombre y se le estima un peso de entre 85 a 469 kilos.
De aspecto muy imponente, el mordisco del esmilodón era relativamente débil y solo tenía, aproximadamente, un tercio de la potencia del de un león. Cazaba en solitario, poseía unas potentísimas patas delanteras que usaba para tumbar a la presa e inmovilizar a sus víctimas con una fuerte flexión de la cabeza permitida por una potente musculatura cervical, clavando sus temibles caninos en la garganta. La sangre dejaba de llegar al cerebro y la muerte se producía de manera inmediata. No necesitaba, por tanto, una mandíbula tan potente como los felinos actuales.
Los ejemplares mejor conservados se han encontrado en La Brea, en Los Ángeles (Estados Unidos), en unas afloraciones naturales de alquitrán.

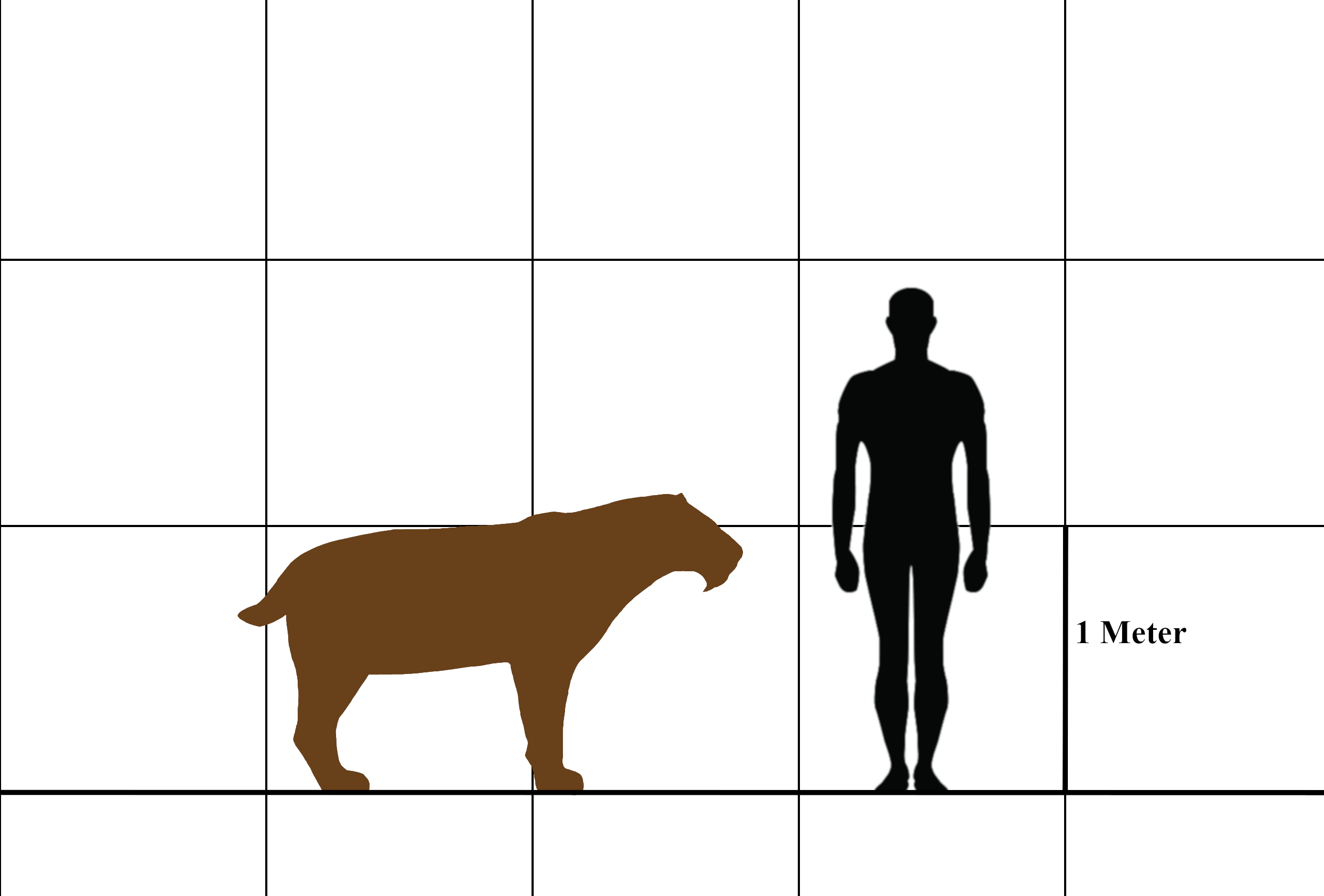
Comparación de un S. fatalis con un humano de estatura promedia